# 英美子

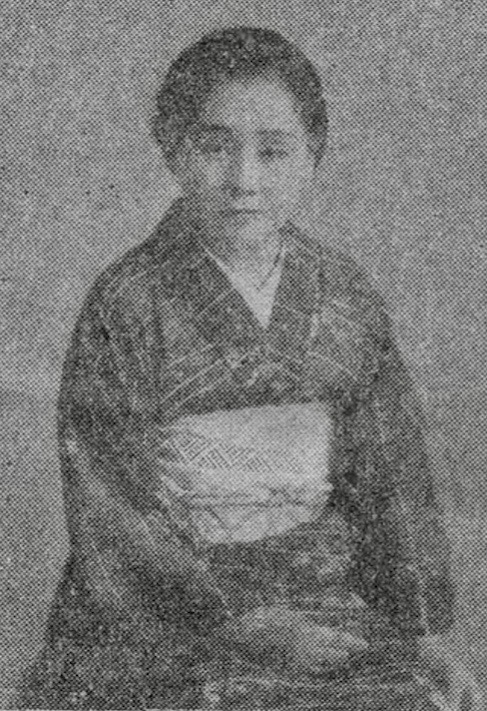
英美子（1954年）

英 美子（はなぶさ よしこ、本名：中林 文、1892年7月1日 - 1983年3月15日）は、日本の詩人。

## 人物・来歴
静岡県静岡市出身。和仏英女学校卒。1921年西条八十に師事、『白孔雀』同人として詩作をおこない、1925年第一詩集『白橋の上に』を上梓。『日本詩人』、『詩之家』などに詩を発表。戦後は『日本未来派』同人。
1980年5月14日、「アンドロメダの牧場」詩集のスペイン・ダンテ社翻訳出版に際し、ダンテ社の招きにより渡西、マドリード・アテネオ劇場で自作詩朗読リサイタル、スペイン語朗読。ギター伴奏は長男の中林淳眞。

## 著書
- 白橋の上に 詩集 （真砂社出版部、1925年）
- 春の顔 （平凡社、1927年）
- 美子恋愛詩集 （素人社書屋、1932年）
- 東洋の春 （交蘭社、1932年）
- 浪 （興亜日本社、1941年）
- 弾の跡へ （文林堂双魚房、1943年） ※ゆまに書房より復刊
- はるぶな日記 （白灯社、1953年）
- 英美子詩集 （宝文館、1958年）
- アンドロメダの牧場 詩集 （昭森社、1970年）
- 授乳考 詩集（思潮社、1974年）
- 仮装の町 自選詩集 （花神社、1993年9月）
- 春鮒日記 （つり人社、1994年4月） ※つり人ノベルズ NHKラジオ わたしの本棚朗読

## 詩碑
茨城県龍ケ崎市川原代町の道仙田には「川は流れる」、北海道枝幸郡歌登町（現枝幸町）には「ああ　うるわしのパンケナイ川よ」の詩碑ある。